# Ороко
Ороко (порт. Orocó) — муниципалитет в Бразилии, входит в штат Пернамбуку. Составная часть мезорегиона Сан-Франсиску-Пернамбукану. Входит в экономико-статистический микрорегион Петролина.
Население: в 2004 году — 10 873 жителя, в 2007 году — 13 024 жителя, в 2008 году — 13 968 жителей. Занимает площадь 2977,8 км².